# تیم ملی راگبی زنان نیوزیلند
تیم ملی راگبی زنان نیوزلند (انگلیسی: New Zealand women's national rugby union team) که به سرخس سیاه نیز معروف است، نماینده نیوزیلند در اتحادیه راگبی زنان است که به عنوان ورزش ملی این کشور در محسوب می‌شود.
این تیم دارای رکورد ۸۵٫۲۲ درصد پیروزی در مسابقات راگبی تست هستند و تنها تیم بین‌المللی زنان هستند که در مقابل هر حریفی رکورد پیروزی دارند. سرخس سیاه از زمان اولین حضور رسمی بین‌المللی خود در سال ۱۹۹۱، تنها به چهار کشور از شانزده کشوری که در مسابقات آزمایشی بازی کرده‌اند، شکست خورده‌است.
سرخس‌های سیاه با شروع جام جهانی راگبی (IRB) در سال ۱۹۹۸، چهار جام جهانی متوالی از جمله جام جهانی ۲۰۰۲ بارسلونا، جام جهانی ۲۰۰۶ در ادمونتون، آلبرتا، کانادا و جام جهانی ۲۰۱۰ را به دست آوردند.